# Musique juive

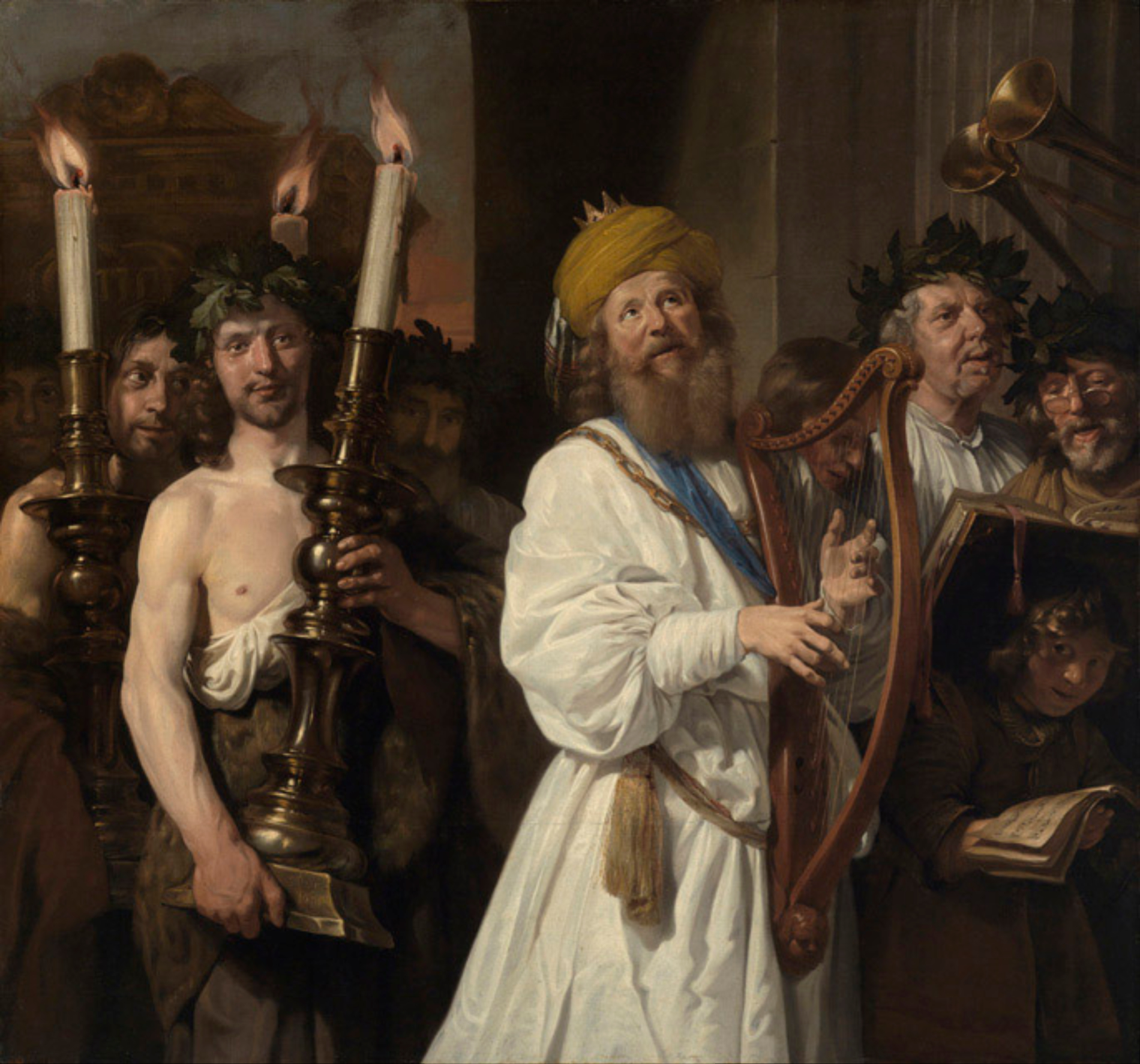
David jouant de la harpe par Jan de Bray (1670)

La musique juive désigne d'abord la musique liturgique juive ; il s'agit de la musique faite par des Juifs au sein notamment de la synagogue.

## Musique religieuse
- Baqashot
- Cantillation ou Hazzanut
- Haazanim
- Hanukkah
- Nigoun
- Piyyut
- Pizmonim (en)
- Psaume
- Zemirot (en)

### Époque biblique
L'histoire de la musique juive religieuse s'étend sur l'évolution des mélodies cantoriales, synagogales et du Temple de Jérusalem depuis l'époque biblique.
La Michna donne plusieurs récits de la musique du Temple. Selon la Mishnah, l'orchestre régulier du Temple se composait de douze instruments et d'un chœur de douze chanteurs masculins. Les instruments comprenaient le kinnor (lyre), le nevel (harpe), le shofar (corne de bélier), le ḥatzotzrot (trompette) et trois variétés de tuyaux, le chalil, l'alamoth et l'uggav. L'orchestre du Temple comprenait également une cymbale (tziltzal) en cuivre. Le Talmud mentionne également l'utilisation dans le Temple d'un orgue à tuyaux (magrepha).
Après la destruction du Temple en 70 après J.-C. et la dispersion subséquente des Juifs à Babylone et en Perse, les versions du chant public du Temple se sont poursuivies dans la synagogue avec trois formes musicales : le chantre (hazzan) chante un demi-vers à la fois, la congrégation faisant un refrain constant ; le chantre chante un demi-vers, la congrégation répétant exactement ce qu'il a chanté ; et le chantre et la congrégation chantent des versets alternatifs. Toutes ces formes peuvent être discernées dans certaines parties du service de synagogue moderne.

### Prière juive

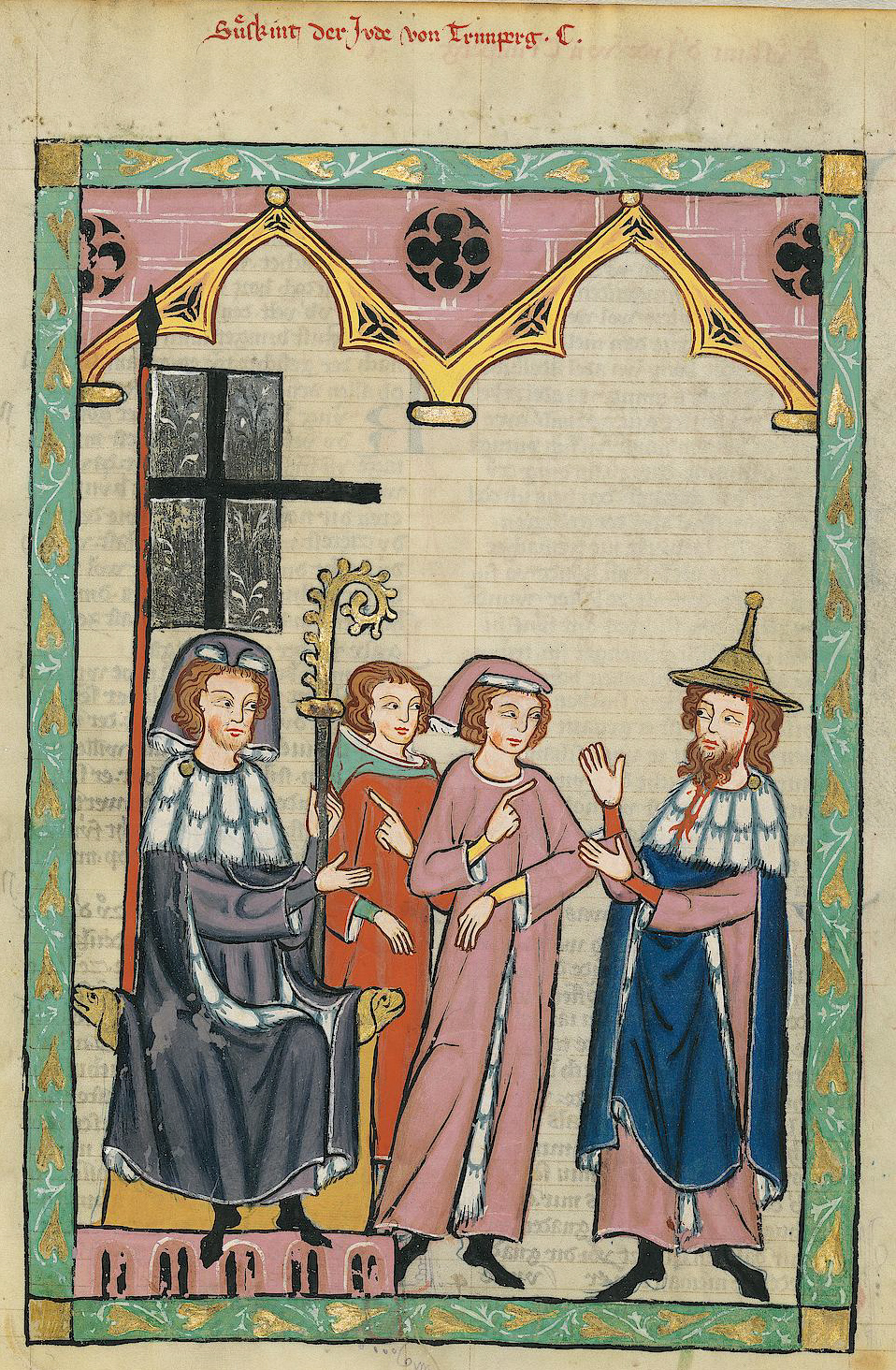
Troubadour juif (à droite) portant le judenhut, codex Manesse (entre 1305 et 1340)

Les différents modes de prières juifs s'appellent les nusachim.

### Traditionnelle
Les synagogues qui suivent les rites juifs traditionnels n'utilisent pas d'instruments de musique dans le cadre du service de la synagogue. La musique synagogale traditionnelle est donc purement vocale. Le rôle mélodique principal dans le service est celui du hazzan (chantre).

### DuXVIIIeauXIXesiècle
Les changements dans les communautés juives européennes, y compris l'augmentation de l'émancipation politique et certains éléments de la réforme religieuse, ont eu leurs effets sur la musique de la synagogue. Le savant juif Éric Werner note que parmi les communautés européennes ashkénazes d'Europe « entre 1660 et 1720 la tradition musicale déclinait et la seconde moitié du XVIIIe siècle a connu sa pire dégradation »

## Musiqueséfarade

### Musique judéo-arabe
Il y avait bon nombre de musiciens juifs au sein du Califat qui régnait sur l'Espagne au Moyen Âge. De même, on en retrouve aussi à la Cour d'Alphonse X de Castille dit El Sabio (le sage ou le savant), où ils participeront à l'élaboration des Cantigas de Santa Maria.
Cette harmonie des cultes ne devait pas durer et lors de la Reconquista, bon nombre de musiciens juifs furent contraints à l'exil en même temps que les Arabes ou musulmans. Il y eut plusieurs vagues d'émigrations qui portèrent au Maghreb ces réfugiés. Ils y furent bien reçus et purent continuer leurs activités musicales (piyyut) en se regroupant au sein de quelques cités. Ils adoptèrent alors l'arabe comme langue et pratiquèrent le répertoire arabo-andalou (puis l'aroubi), d'autant plus facilement que les Musulmans avaient des réticences vis-à-vis de la musique instrumentale. Cette tradition et cette cohabitation dure depuis des siècles sans faillir.
Nombre des grands interprètes de musique arabo-andalouse (la musique savante officielle des pays arabes ou musulmans du Maghreb) du XXe siècle sont de confession juive, ainsi Cheikh Raymond, Cheikh El Afrit, Salim Halali, Sami El Maghribi ou Reinette l'Oranaise. Ce style s'est exporté vers la France à la suite de la décolonisation, mais aussi vers Israël.
Bon nombre de Juifs installés en Irak, en Égypte ou en Syrie, ont pu bénéficier aussi de l'apport du répertoire arabe classique de cette région avant leur retour en Israël.

### Musique judéo-espagnole

Carte des communautés de locuteurs judéo-espagnols.

Après la Reconquista advint peu après l'interdiction du judaïsme en terre espagnole en 1492, si bien que nombre de Sefardim furent encore contraints à l'exil, puis ceux du Portugal en 1497, mais cette fois plutôt en direction du Machreq et des pays méditerranéens voisins, jusque dans l'Empire ottoman, où ils emportent avec eux leur langue et leur culture.
Ils furent aussi bien assimilés et les musiques locales servirent bientôt de support (contrafacture) à des chants profanes en ladino (aussi appelé djudezmo ou haketiya) : le romancero, formé de romances (ballades médiévales) et de coplas (chants hébraïques à caractère religieux), et le kansyonero, formé de cantigas ou kantigas (chants lyriques de la vie quotidienne). Marquée par une population hétéroclite venu de différents centres du judaïsme espagnol, « La musique judéo-espagnole se présente comme une mosaïque où coexistent le sacré et le profane, les thèmes juifs et non juifs, l'Orient avec l'Occident, l'antique avec le nouveau ».
Même si elle est influencée par des modèles-types et des systèmes musicaux des cultures d'accueil orientaux, la musique judéo-espagnole conserve des caractéristiques trahissant son origine européenne comme la métrique syllabique ou la strophique (à la manière des romances espagnoles et des villancicos médiévaux. Il est supposé que la musique judéo-espagnole ressemblait à celle des musulmans et chrétiens hispaniques.
Au début du XXe siècle, Alberto Hemsi, Léon Algazi, Moshé Attias et (en)Isaac Lévy collectent les chants judéo-espagnols dans les pays balkaniques, en Turquie puis en Palestine/Israël.
En France, plusieurs chanteuses, parmi lesquelles on peut citer Esther Lamandier, Françoise Atlan, Marlène Samoun, Sandra Bessis, se sont attachées à l'interprétation et la diffusion de ce répertoire.

## Musiqueashkénaze

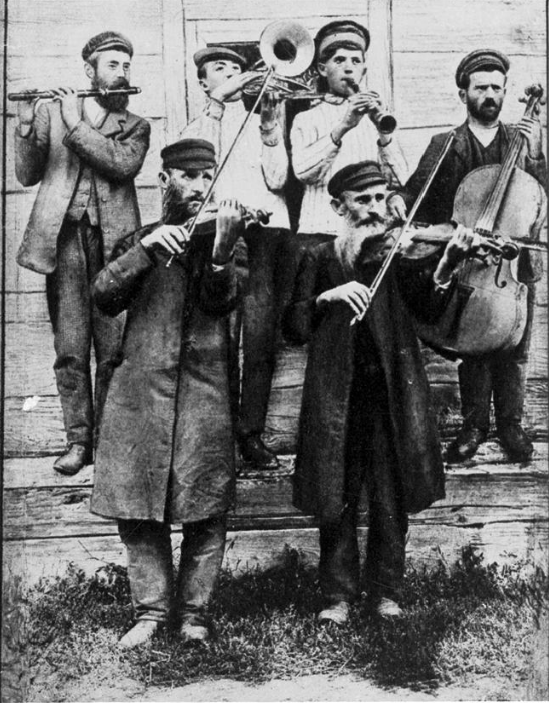
Musiciens klezmer jouant lors d'un mariage en Ukraine (v. 1925)

Le klezmer est une tradition musicale à danser des Juifs ashkénazes (d'Europe centrale et de l'Est). Elle s'est développée à partir du XVe siècle, ses origines - discutées et dépourvues de sources documentaires d'époque - seraient les musiques du Moyen-Orient et de Turquie (héritage originel des Ashkénazes descendants des Hébreux en royaume d'Israël), ainsi que les musiques d'Europe centrale et d'Europe de l'Est (Slaves et Tziganes).

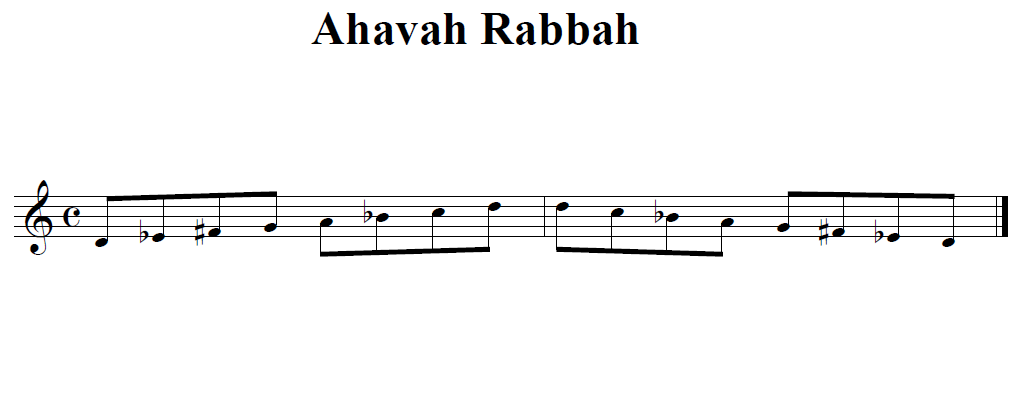
Échelle basique de la partition de Ahavah Rabbah de rite ashkénaze, chantée à Shaharit.

Le mot klezmer vient de l'association des mots klei et zemer, instrument de chant. À l'origine le mot klezmer (pluriel : klezmorim) désignait donc les instruments. Le sens a glissé et on a également appelé les interprètes les klezmorim ; du fait des conditions de vie précaires de ces musiciens itinérants, ce mot pouvait avoir un aspect péjoratif. En raison de ses origines, la langue de prédilection de la chanson klezmer est le yiddish, mais les langues locales étaient aussi utilisées.